# Кривой переулок (Владикавказ)
Кривой переулок — переулок во Владикавказе, Северная Осетия, Россия. Переулок располагается в Иристонском муниципальном округе Владикавказа между улицами Армянской и Коста Хетагурова. Начинается от Армянской улицы.
Первое упоминание переулка встречается в списке улиц города Владикавказа от 1891 года. Упоминается также в Перечне улиц, площадей и переулков от 1911 года.
На углу с Армянской улицей находится Дом Коста Хетагурова (объект культурного наследия).

## Источник
- Владикавказ. Карта города, изд. РиК, Владикавказ, 2011
- Кадыков А. Н., Улицы, переулки, площади и проспекты г. Владикавказа: справочник, изд. Респект, Владикавказ, 2010, стр. 196, ISBN 978-5-905066-01-6
- Торчинов В. А., Владикавказ., Краткий историко-краеведческий справочник, Владикавказ, Северо-Осетинский научный центр, 1999, стр. 90, ISBN 5-93000-005-0